# La Vie de bohème (film, 1992)
Pour les articles homonymes, voir La Vie de bohème.
Pour plus de détails, voir Fiche technique et Distribution.
La Vie de bohème est un film franco-finlandais réalisé par Aki Kaurismäki, sorti en 1992.

## Synopsis
À Paris, Rodolfo, peintre albanais sans permis de séjour, Marcel, écrivain français, et Schaunard, compositeur irlandais se rencontrent par hasard et sympathisent. Ils vivent de petits expédients et de grandes discussions, d'amitié et d'amour pour Mimi et Musette.

## Fiche technique
- Titre : La Vie de bohème
- Réalisation : Aki Kaurismäki
- Scénario : Aki Kaurismäki d'après Scènes de la vie de bohème d'Henri Murger
- Production : Aki Kaurismäki
- Photographie : Timo Salminen
- Montage : Veikko Aaltonen
- Décors : John Ebden et Mark Lewis
- Costumes : Simon Murray
- Pays d'origine :  France,  Finlande
- Lieu de tournage : Paris
- Format : Noir et blanc - 1,85:1 - 35 mm
- Genre : comédie dramatique
- Durée : 100 minutes
- Dates de sortie : 
  -  Finlande : 10 février 1992
  -  France : 18 mars 1992

## Distribution
| - Matti Pellonpää : Rodolfo - Évelyne Didi : Mimi - André Wilms : Marcel - Kari Väänänen : Schaunard - Christine Murillo : Musette - Jean-Pierre Léaud : Blancheron - Laïka : Baudelaire - Carlos Salgado : Garçon de café - Alexis Nitzer : Henri Bernard - Sylvie Van den Elsen : Mme. Bernard - Gilles Charmant : Groupe rock - Dominique Marcas : Brocanteuse - Samuel Fuller : Gassot - Jean-Paul Wenzel : Francis - Louis Malle : Gentleman - André Penvern : Inspecteur de police - Maximilien Regiani : Médecin - Daniel Dublet : Serveur - Philippe Dormoy : Policier - Louis Delamotte : Propriétaire - Kenneth Colley : Balayeur de rues - Michel Jacquet : Mari de la buraliste | - Antonio Olivares : Dandy - Helene Brousse : Serveuse - Sanna Fransman : Femme dancing - Monique Goury : Infirmiére - Jacques Cheuiche : Vendeur - Simon Murray : Videur - Mark Lavis : Chauffeur taxi - Irmeli Debarle : Secrétaire Gassot - Jacques Leobold : Bouquiniste - Jean-Bernard Mateu : Policier II - Jean-Luc Abel : Policier III - Christian Ehrhart : Groupe rock - Jacques Ehrhart : Groupe rock - Gilles Sacuto : Groupe rock - Pierre-Yves Parrinet : Groupe rock - Veikko Nieminen : Groupe rock - Alain Sakhnowsky : Famille bulgare - Teresa Saraiva : Famille bulgare - Andrée Saldo : Famille bulgare - Karine Arsene : Famille bulgare - Konsta Väänänen : Famille bulgare |